# Thị hiếu thẩm mỹ
Thị hiếu thẩm mỹ (tiếng Pháp: gout esthétique) là năng lực của con người (xét theo năng lực cảm thấy thoả mãn – "thích" hoặc "không thích") trong việc tiếp nhận và đánh giá một cách có phân hóa những khách thể thẩm mỹ khác nhau, phân biệt đẹp với xấu trong thực tại và trong nghệ thuật, phân biệt cái thẩm mỹ với cái không thẩm mỹ, nhận ra những nét bi và hài trong các hiện tượng.
Xét về mặt tiếp nhận và đánh giá tác phẩm nghệ thuật thì thị hiếu nghệ thuật là sự cụ thể hóa của thị hiếu thẩm mỹ.
Thị hiếu thẩm mỹ là một hiện tượng xã hội – lịch sử, kết hợp biện chứng trong bản thân nó những yếu tố mang tính dân tộc, giai cấp và nhân loại. Thị hiếu thẩm mỹ của một cá nhân là cái tâm thế thẩm mỹ được hình thành trong kinh nghiệm thẩm mỹ, và đến lượt mình, nó bao hàm thêm những kinh nghiệm mới thông qua những tiếp nhận và trải nghiệm thẩm mỹ mới.
Thị hiếu thẩm mỹ là tiêu chuẩn chủ quan của việc đánh giá thẩm Mỹ, là cái vốn mang tính trực giác ở mức đáng kể (tức là mặt cảm tính có trước khi xuất hiện phán đoán thẩm mỹ bằng lí tính). Tuy vậy, chất lượng của thị hiếu thẩm mỹ được quyết định ở mức độ phù hợp giữa sự đánh giá thẩm mỹ chủ quan và giá trị thẩm mỹ khách quan.
Thị hiếu thẩm mỹ tốt là năng lực có khoái cảm trước cái thực sự đẹp, từ chối cái xấu, đồng thời có nhu cầu tiếp nhận, cảm xúc và tạo ra cái đẹp trong lao động, ứng xử, sinh hoạt, trong nghệ thuật. Thị hiếu thẩm mỹ là tồi, kém, méo mó khi con người thờ ơ, thậm chí ghê tởm việc tiếp nhận cái đẹp, thích thú những cái xấu, méo mó. Trình độ phát triển hay không phát triển, rộng hay hẹp của thị hiếu thẩm mỹ là những dấu hiệu định lượng của thị hiếu.
Sự phát triển của thị hiếu thẩm mỹ được quyết định bởi chiều sâu của sự chiếm lĩnh các giá trị thẩm mỹ, bởi năng lực nắm bắt những ý nghĩa phong phú của các giá trị đó. Thị hiếu kém phát triển có thể là trong sáng, lành mạnh trong một giới hạn nhất định, nhưng ra ngoài phạm vi đó nó không thể là định hướng đáng tin cậy về mặt đánh giá thẩm mỹ.
Chiều rộng hay hẹp của thị hiếu thẩm mỹ phần nhiều phụ thuộc vào chỗ lĩnh vực các giá trị thẩm mỹ được thị hiếu ấy đánh giá rộng đến đâu; phụ thuộc vào chỗ con người có năng lực ở mức nào trong việc cảm nhận các giá trị thẩm mỹ thuộc các thời đại khác nhau, các nền văn hóa dân tộc khác nhau, các loại hình và thể loại đa dạng của nghệ thuật. Thị hiếu thẩm mỹ là một dạng của năng lực và nhu cầu thẩm mỹ của con người – một năng lực cốt yếu của cá nhân.
Tính đơn nhất của nhân cách cũng quy định sự độc đáo của thị hiếu thẩm mỹ. Sự ưa thích theo thị hiếu thuộc vào sự giáo dục, thói quen, tính nết, kinh nghiệm sống và giao tiếp của con người.
Do chịu sự quy định về mặt xã hội, thị hiếu thẩm mỹ được hình thành dưới tác động của môi trường, lối sống; nó chịu ảnh hưởng to lớn của nghệ thuật; những tác động và ảnh hưởng này diễn ra hằng ngày, đôi khi không dễ nhận thấy. Lí tưởng và thế giới quan của con người quy định phương hướng chung của những đánh giá về thị hiếu.
Một hiện tượng tâm lý xã hội như mốt cũng có liên hệ rõ rệt với thị hiếu thẩm mỹ. Hình thành thị hiếu thẩm mỹ là một trong những nhiệm vụ của giáo dục thẩm mỹ.